# Rolf Widerøe
Rolf Widerøe (Kristiania (Oslo), 1902. július 11. – Nussbaumen, Svájc, 1996. október 11.) norvég fizikus, mérnök és tudós. Kutatómunkáját javarészt a Német Birodalomban fejtette ki, német nyelvű anyagokban Rolf Wideröe, angol nyelvterületen gyakran Rolf Wideroe névformában is szerepel.

## Munkássága
Kiemelkedő munkát végzett a részecskegyorsítók fejlesztési területén. Ő építette az első lineáris gyorsítót Gustav Ising ötlete alapján. Emellett kifejlesztette a betatront, amelyben a gyorsító feszültséget az az időben változó mágneses mező hozza létre, amely a részecskét körpályán tartja. A tárológyűrűk ötlete is tőle származik.

## Kapcsolódó információk
- Walter Kaiser: Rolf Wideröe, Doktorand Walter Rogowskis und Erbauer des ersten Linearbeschleunigers. Geschichte der Technik. (német nyelven) (PDF). histech.rwth-aachen.de / RWTH Aachen. [2007. június 17-i dátummal az eredetiből archiválva]. (Hozzáférés: 2018. május 29.)
- Алексей Левин (Alekszej Levin): ВИДЕРОЭ Рольф. "Левиафаны науки" (Wideröe Rolf. A tudomány Leviathanjai) (orosz nyelven). Санкт-Петербургская школа  (Szentpétervári iskola) / eduspb.com, 2011. február 7. (Hozzáférés: 2018. május 29.)
- Sørheim, Aashild. Obsessed by a dream : the physicist Rolf Widerøe—a giant in the history of accelerators. Springer Open. DOI: 10.1007/978-3-030-26338-6 (2020). ISBN 978-3-030-26338-6. OCLC 1127566001
- Norbert Holtkamp: Rolf Wideroe – Life and Work. CERN Colloquium Series, Geneva (előadás, videóklip) (angol nyelven). CERN Document Server / cds.cern.ch, 2018. március 29. (Hozzáférés: 2018. május 29.)